# Skokomish
Skokomish é uma Região censo-designada localizada no estado norte-americano de Washington, no Condado de Mason.

## Demografia
Segundo o censo norte-americano de 2000, a sua população era de 616 habitantes.

## Geografia
De acordo com o United States Census Bureau tem uma área de
17,8 km², dos quais 17,2 km² cobertos por terra e 0,6 km² cobertos por água.

## Localidades na vizinhança
O diagrama seguinte representa as localidades num raio de 40 km ao redor de Skokomish.